# Dajiao
Dajiao est un astérisme de l'astronomie chinoise. Il se compose d'une seule étoile, α Bootis (Arcturus), dans la constellation du Bouvier.

## Localisation et symbolique
Dajiao représente, dans l'interprétation symbolique du ciel chinois, le roi céleste. Le choix de l'étoile Alpha Bootis pour le représenter est tout naturel : il s'agit, avec α Lyrae (Vega), de l'étoile la plus brillante du ciel boréal.

## Astérismes associés
La majeure partie des astérismes de cette région du ciel sont reliés à la cour céleste de Dajiao. C'est le cas de tous les autres astérismes situés dans la constellation occidentale du Bouvier : Sheti représente les six aides du roi, Genghe son bouclier, Zhaoyao, Xuange, Tianqiang des armes (respectivement une épée ou un épieu, une hallebarde et un épieu).

## Référence
- (en) Sun Xiaochun et Jakob Kistemaker, The Chinese sky during the Han, New York, Éditions Brill, 1997, 247 p. (ISBN 9004107371), pages 148 et 149.